# Carlos Pita González
Carlos Pita González (La Coruña, 8 de diciembre de 1984), más conocido como Pita es un exjugador y director deportivo de fútbol español. Se desempeñaba como centrocampista y su último equipo fue el CD Lugo de la Segunda División de España.

## Trayectoria

### Como jugador
Formado en las categorías inferiores del Deportivo de la Coruña, Carlos llegó a estar dos temporadas en la primera plantilla del RC Deportivo de La Coruña (2004-2006), con el que llegó a jugar 1 partido en Primera División, a las órdenes de Javier Irureta, quien también llegó a dirigir al Real Zaragoza en 2008.
El centrocampista rojiblanco, que tras formarse en el RC Deportivo de La Coruña, se fue a jugar al CD Logroñés (2006-2007), en Segunda B, con el que jugó 35 de los 38 partidos de Liga, los mismos que disputaría a la siguiente temporada 2007-2008, en su vuelta al Deportivo B, también en Segunda B, categoría en la que también jugaría después, con el Valencia Mestalla, con el que jugó en la 2008-2009, 24 de los 38 partidos de Liga y CD Guadalajara, en la 2009-2010, en el que llegó a disputar los 38 partidos de Liga, para fichar luego por el CD Lugo. En el verano de 2010, ficha por el CD Lugo, con el que ascendería a la Segunda División de España y formaría parte de la plantilla lucense durante doce temporadas.
Pita disputó en el CD Lugo la cifra 36 partidos en su primera temporada 2010-2011, en la se proclamaron campeones de Liga en Segunda División B. por primera vez en la historia del equipo rojiblanco.
En la temporada 2011-12, jugó 35 partidos en la temporada del ascenso a la Segunda División de España, con lo que totalizó 193 partidos en Segunda División B, los 71 últimos con el equipo lucense. 
En las temporadas siguientes, se convertiría en capitán del CD Lugo en la Segunda División de España, disputando 37 partidos en la temporada 2012-2013 y 38 partidos en la temporada 2013-2014.
Al término de la temporada 2021-22, pondría fin a su etapa como jugador y formaría parte de la dirección deportiva del conjunto lucense.

### Dirección deportiva
En la temporada 2022-23, se hace cargo de la dirección deportiva del CD Lugo, pero el 1 de febrero de 2023, el club gallego anuncia la finalización de su contrato de mutuo acuerdo.

## Clubes
| Club                     | País   | Año        |
| ------------------------ | ------ | ---------- |
| Deportivo de la Coruña B | España | 2005-2006  |
| Deportivo La Coruña      | España | 2005-2006  |
| CD Logroñés              | España | 2006-2007  |
| Valencia B               | España | 2007-2009  |
| Deportivo Guadalajara    | España | 2009- 2010 |
| CD Lugo                  | España | 2010-2022  |